# Doryctes rufipes
Doryctes rufipes är en stekelart som först beskrevs av Léon Abel Provancher 1880.  Doryctes rufipes ingår i släktet Doryctes och familjen bracksteklar. Inga underarter finns listade i Catalogue of Life.